# Funisciurus pyrropus
Funisciurus pyrropus е вид бозайник от семейство Катерицови (Sciuridae).

## Разпространение
Видът е разпространен в Ангола, Габон, Гамбия, Гана, Гвинея, Гвинея-Бисау, Демократична република Конго, Екваториална Гвинея, Камерун, Кот д'Ивоар, Либерия, Нигерия, Руанда, Сенегал, Сиера Леоне и Уганда.